# Пангур Бан

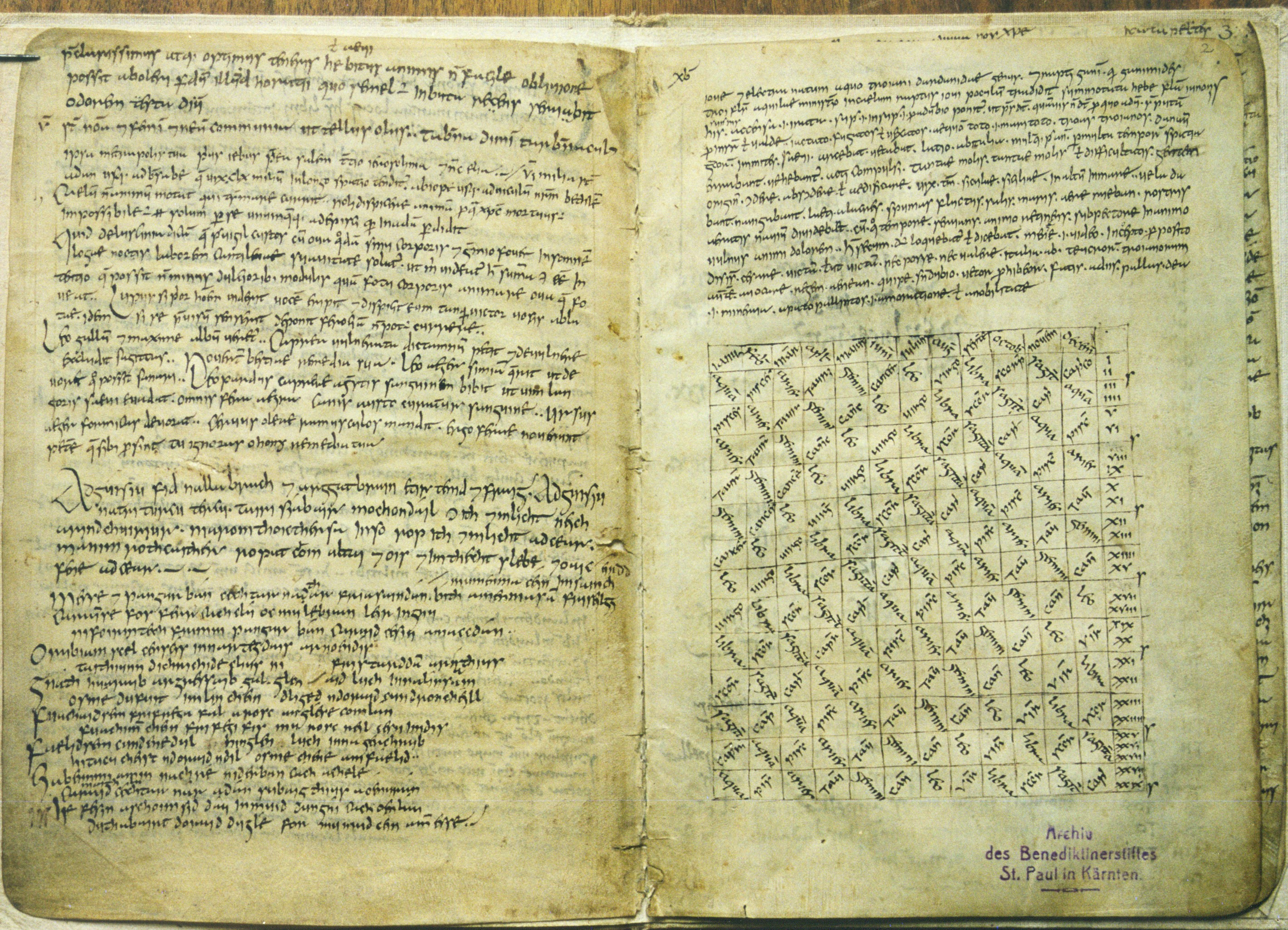
Страница молитвенника Райхенау, на котором написан текст Пангур Бана.

«Пангур Бан» — ирландское стихотворение, написанное примерно в IX веке на территории или вблизи аббатства Райхенау ирландским монахом о своём коте. «Пангур Бан» (Pangur Ban), «белый валяльщик» — кличка кота. Хотя автор неизвестен, его стиль похож на стиль Седулия Скотта, что вызывает предположение о его авторстве. В 8 четверостишиях автор сравнивает активность кота со своей научной деятельностью.

Я и Пангур — два монаха.

Трудимся ночами.

Я наукой занимаюсь,

А мой кот — мышами.

Делать то, что сердцу мило — 

это ль не чудесно? 

И хоть мир вокруг широкий — 

В келье нам не тесно. 

Я люблю читать Писанье, 

Бой вести с грехами. 

У кота — своё призванье: 

Бегать за мышами. 

Он зверей незваных ловит, 

Мне во всем послушный. 

Я же — книжною наукой 

Назидаю душу. 

Кот все дыры в нашей келье 

Зорко изучает. 

Я ж — научные вопросы 

Трудные решаю. 

Большей нет коту отрады — 

Дичь прыжком настигнуть. 

Ну, а мне — ответ достойный 

На вопрос увидеть. 

Я и Пангур — два монаха, 

Любим своё дело. 

Я философ хитроумный, 

Кот — охотник смелый. 

Делать то, что сердцу мило — 

это ль не чудесно? 

И хоть келья не большая — 

Нам вдвоем не тесно. 

(перевод Виктора Заславского) 
Стихотворение сохранилось в Молитвеннике Райхенау (Stift St. Paul Cod. 86b / 1 fol 1v), который сейчас хранится в монастыре святого Павла в Лавантаали (Австрия). Критика стихотворения была опубликована в 1903 году Уитли Стоксом и Джоном Страханом во втором томе Thesaurus Palaeohibernicus. Известный перевод на английский язык создал Робин Флаувер. В переводе Уистена Хью Одена стихотворение было положено на музыку Самюэлем Барбером и позже представлено как восьмая из десяти «Песен отшельника» (Hermit Songs) (1952—1953).
В 2009 году в мультфильме «Тайна Келлс», созданном под влиянием ирландской истории и мифологии, одним из второстепенных персонажей является белый кот по кличке Пангур Бан, который находится в обществе монаха (святого Айдана).